# Sauromalus hispidus
Espèce
Statut de conservation UICN

 EN  : En danger
Sauromalus hispidus est une espèce de sauriens de la famille des Iguanidae.

## Répartition
Cette espèce est endémique de Basse-Californie au Mexique. Elle se rencontre dans des îles du golfe de Californie : île Ángel de la Guarda, Coronado,  Pond, Granite, Mejia et San Lorenzo.

## Étymologie
Le nom de cette espèce, hispidus, vient du latin hispidus qui signifie épineux.

## Publication originale
- Stejneger, 1891 : Description of a new North American lizard of the genus Sauromalus. Proceedings of the United States National Museum, vol. 14, p. 409-411 (texte intégral).